# Campo de Criptana
Campo de Criptana est une commune espagnole située dans la province de Ciudad Real dans la communauté autonome de Castille-La Manche.
Elle est célèbre pour ses moulins à vent, devenus des emblèmes de la Manche.

## Géographie
Le territoire de la commune, essentiellement plat, s'étend sur 302,41 km2 dans la Haute-Manche, et culmine à 780 m d'altitude. Le centre urbain est situé à 108 km au nord-est de Ciudad Real et à 150 km au sud-est de Madrid.  

## Administration
| Période                                  | Période  | Identité              | Étiquette | Qualité |
| ---------------------------------------- | -------- | --------------------- | --------- | ------- |
| 2019                                     | En cours | Santiago Lázaro López | PSOE      |         |
| Les données manquantes sont à compléter. |          |                       |           |         |

## Culture
Le 25 février 2020, le carnaval de la ville de Campo de Criptana est accusé de « banaliser » la Shoah. Dans une vidéo du défilé, tournée par l'agence de presse locale Europa Press, on peut notamment voir des participants déguisés en soldats nazis armés de faux fusils qui dansent sur la chanson Where Have You Been de Rihanna. Un groupe de femmes défile ensuite vêtues d'uniformes rayés rappelant ceux des prisonniers des camps de concentration en agitant des drapeaux israéliens, tandis que derrière elles, une autre femme est juchée sur un char près de deux dobermanns et sous deux cheminées en brique rouge faisant penser à celles des chambres à gaz, au milieu desquelles trône une ménorah - char poussé par des hommes portant l'habit de prisonnier de camp,,. 
La ministre des Affaires étrangères, Arancha Gonzalez, se dit « horrifiée par le défilé de carnaval à Campo de Criptana (et) rejette sans nuances toute banalisation de l'Holocauste ». L'ambassadrice d'Israël en Espagne, Rodica Radian-Gordon, condamne « l'infâme banalisation de l'Holocauste ayant eu lieu lors du carnaval de Campo de Criptana... C'est un affront à la mémoire des victimes de la Shoah et une manifestation intolérable d'antisémitisme ».
Dans un communiqué, la mairie de la ville présente ses excuses pour le défilé organisé par une association culturelle qui entendait faire de ce défilé un « hommage » aux six millions de Juifs morts pendant l'Holocauste. « Maintenant que nous avons vu la représentation, nous partageons les critiques. Si l’objectif initial était de commémorer les victimes, il est évident qu’il n'a pas été tenu », tente de se justifier la mairie,,,.

## Galerie

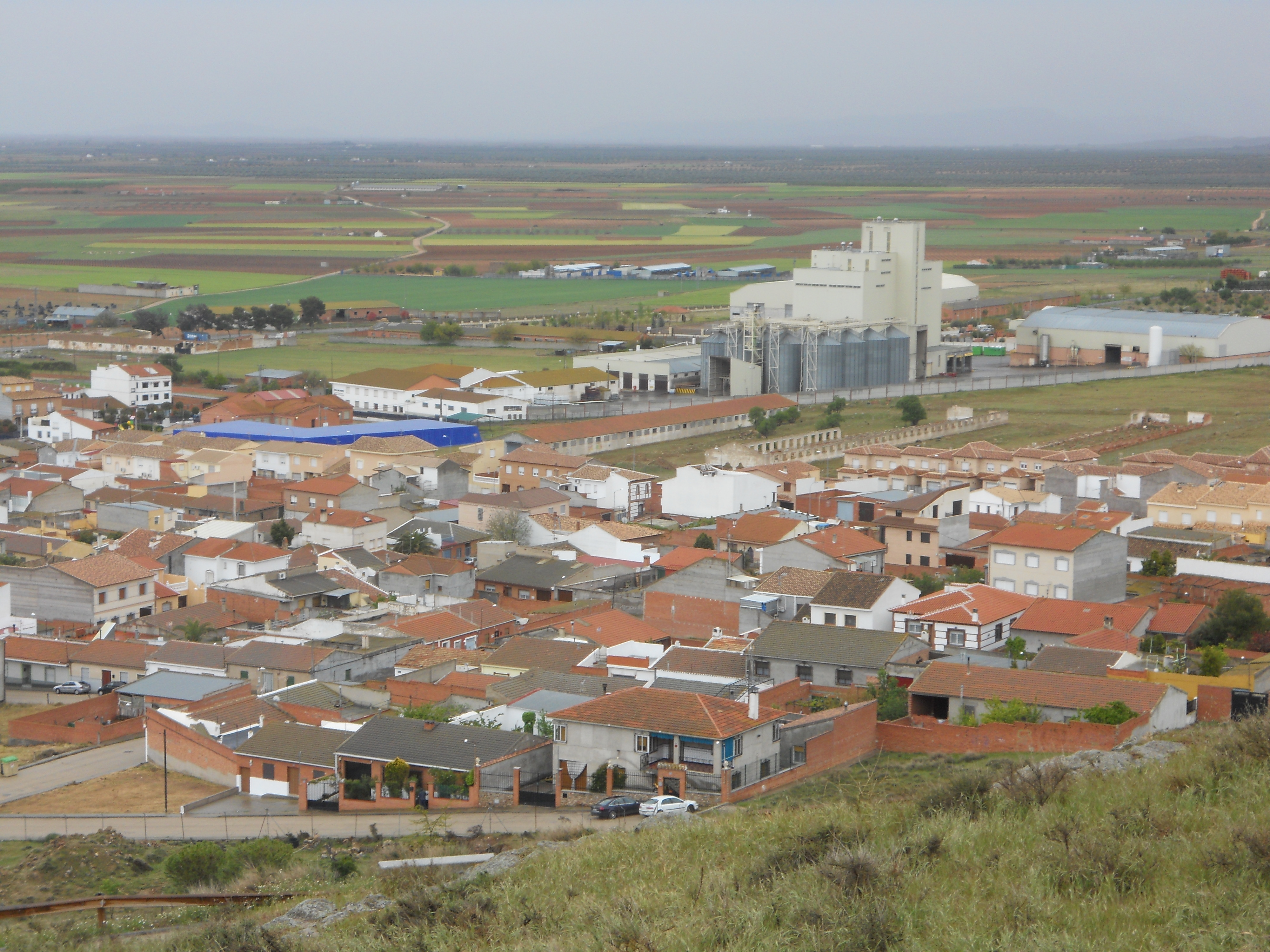
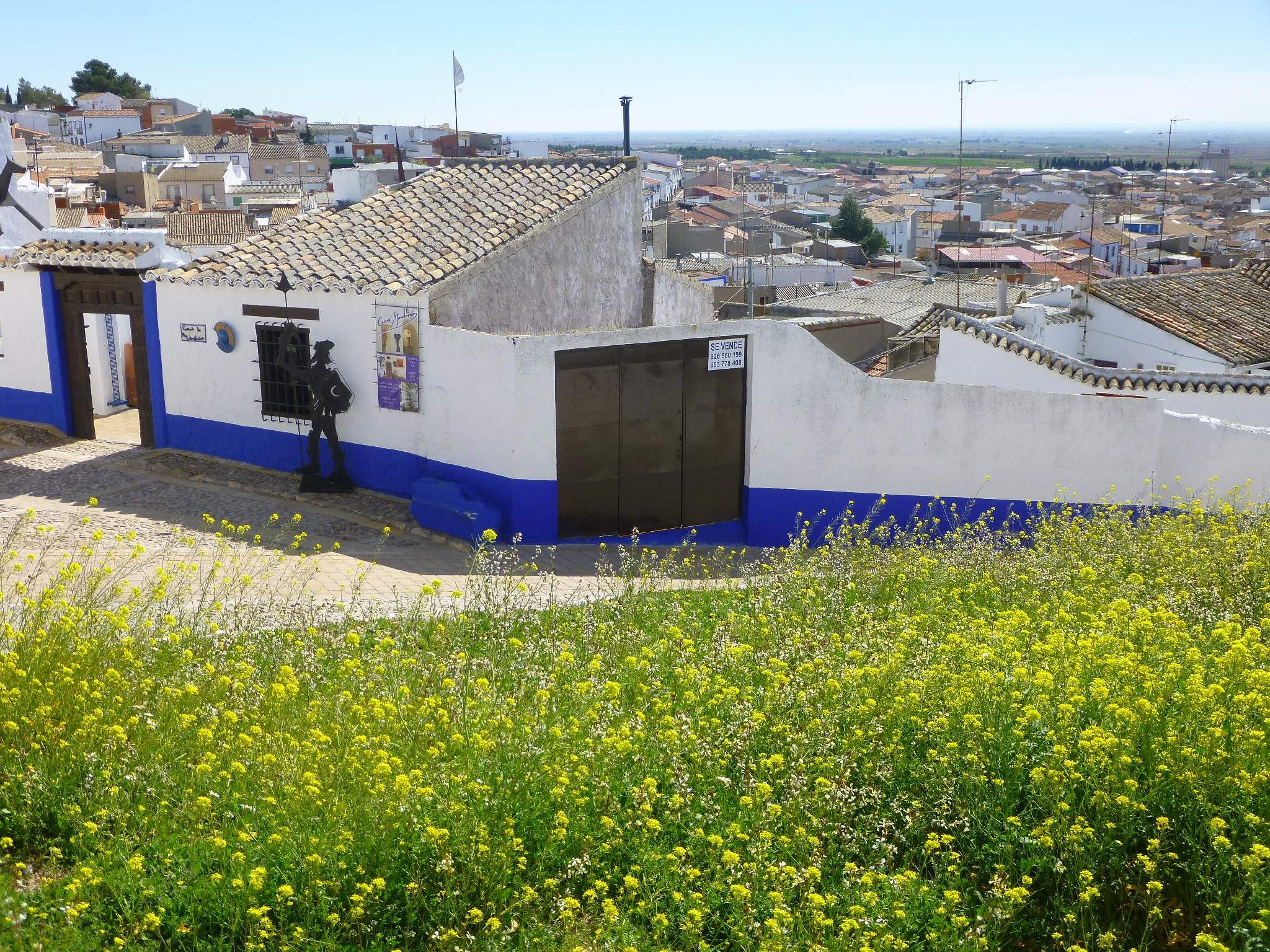
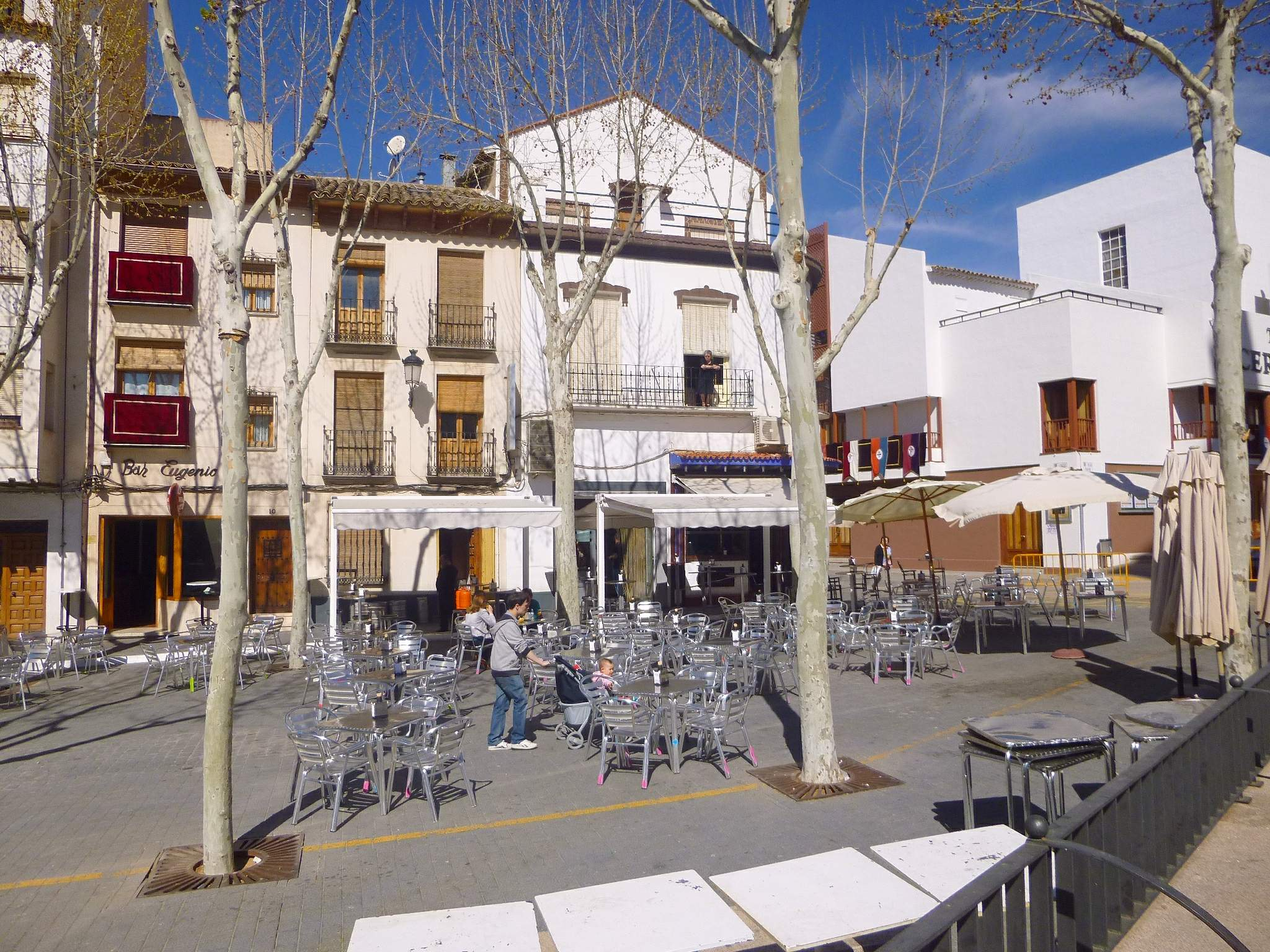
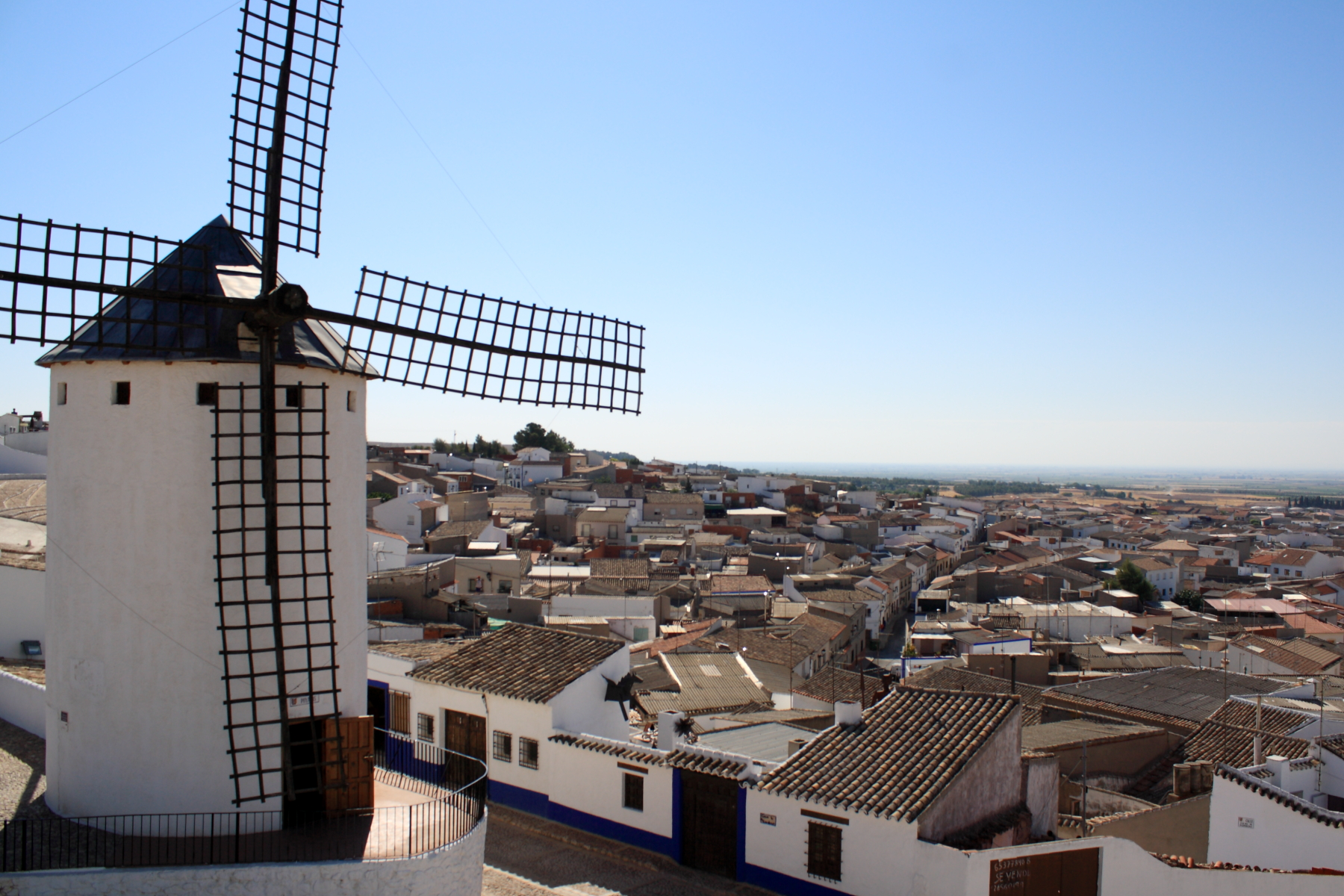
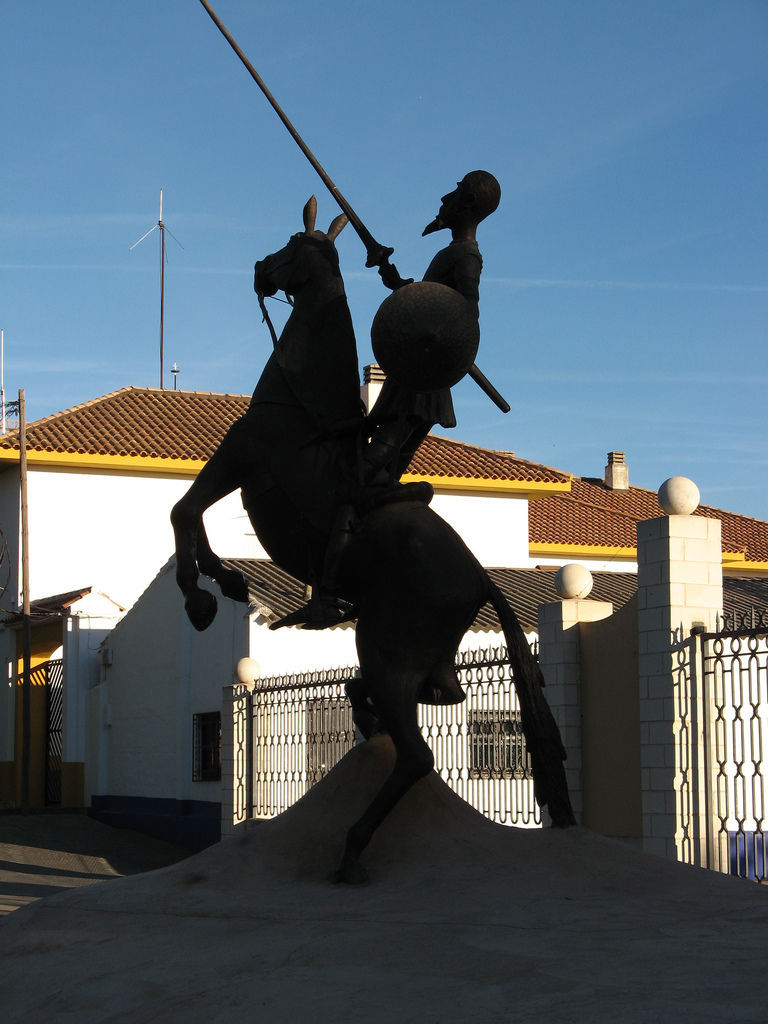
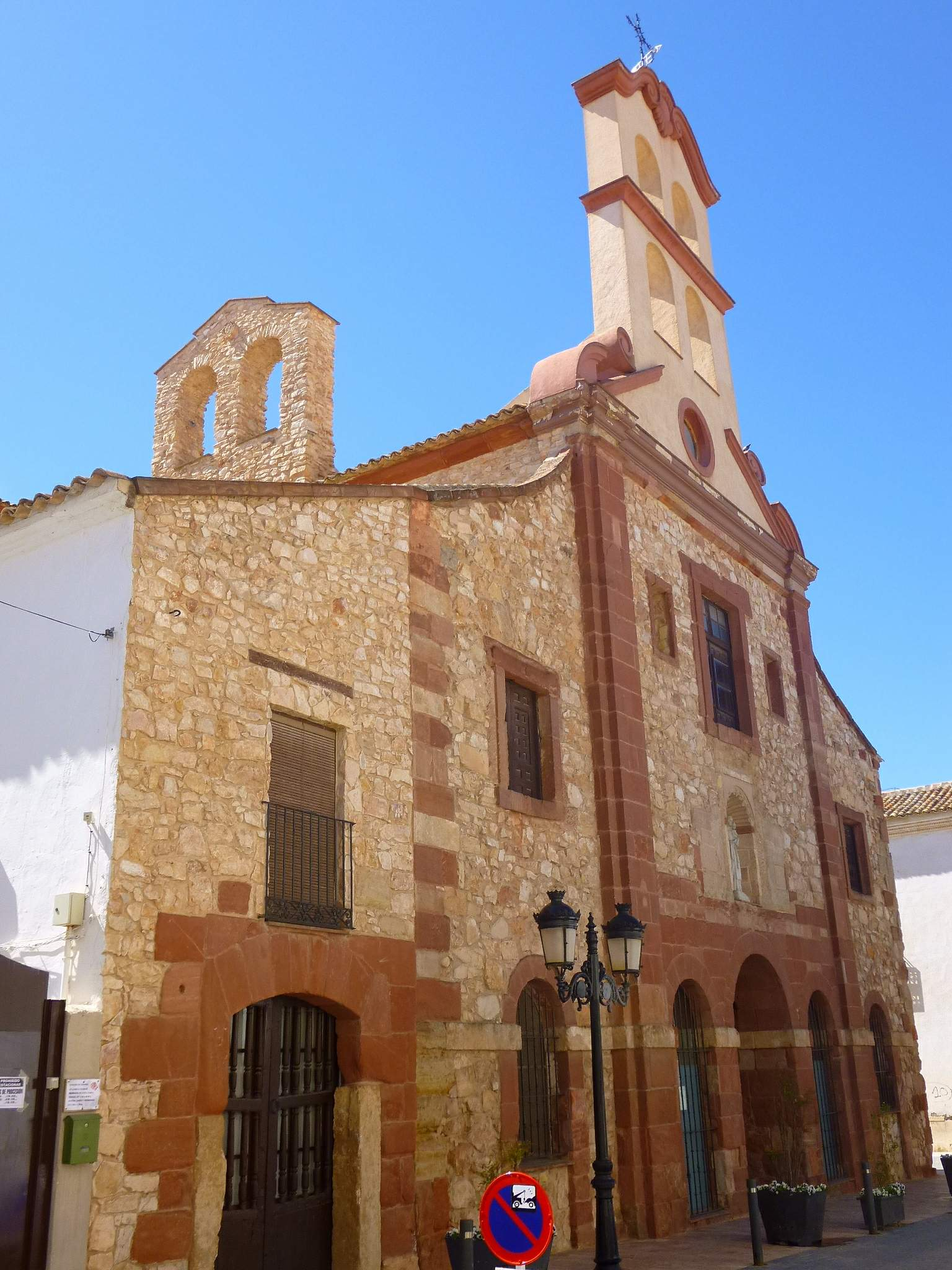
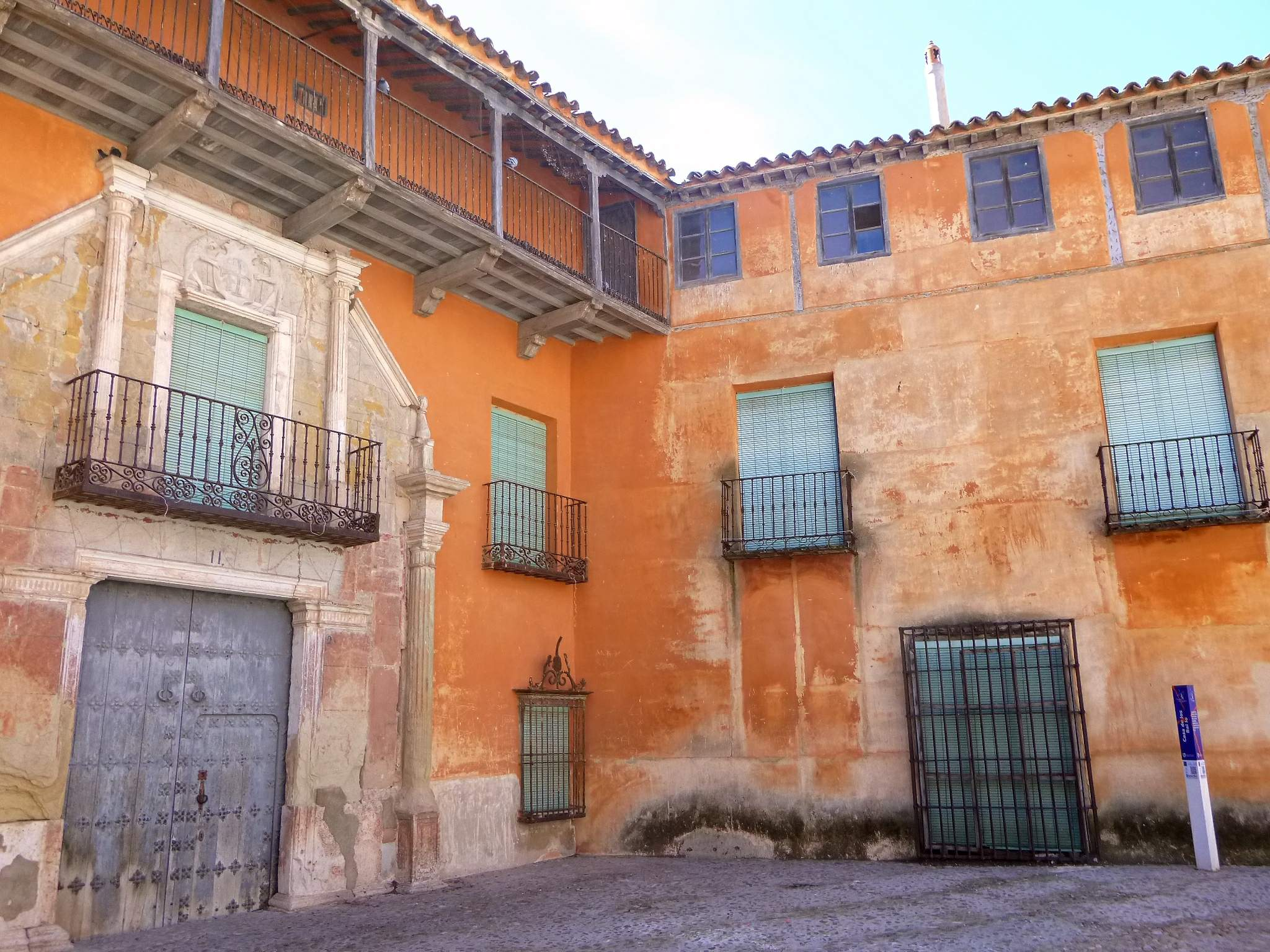
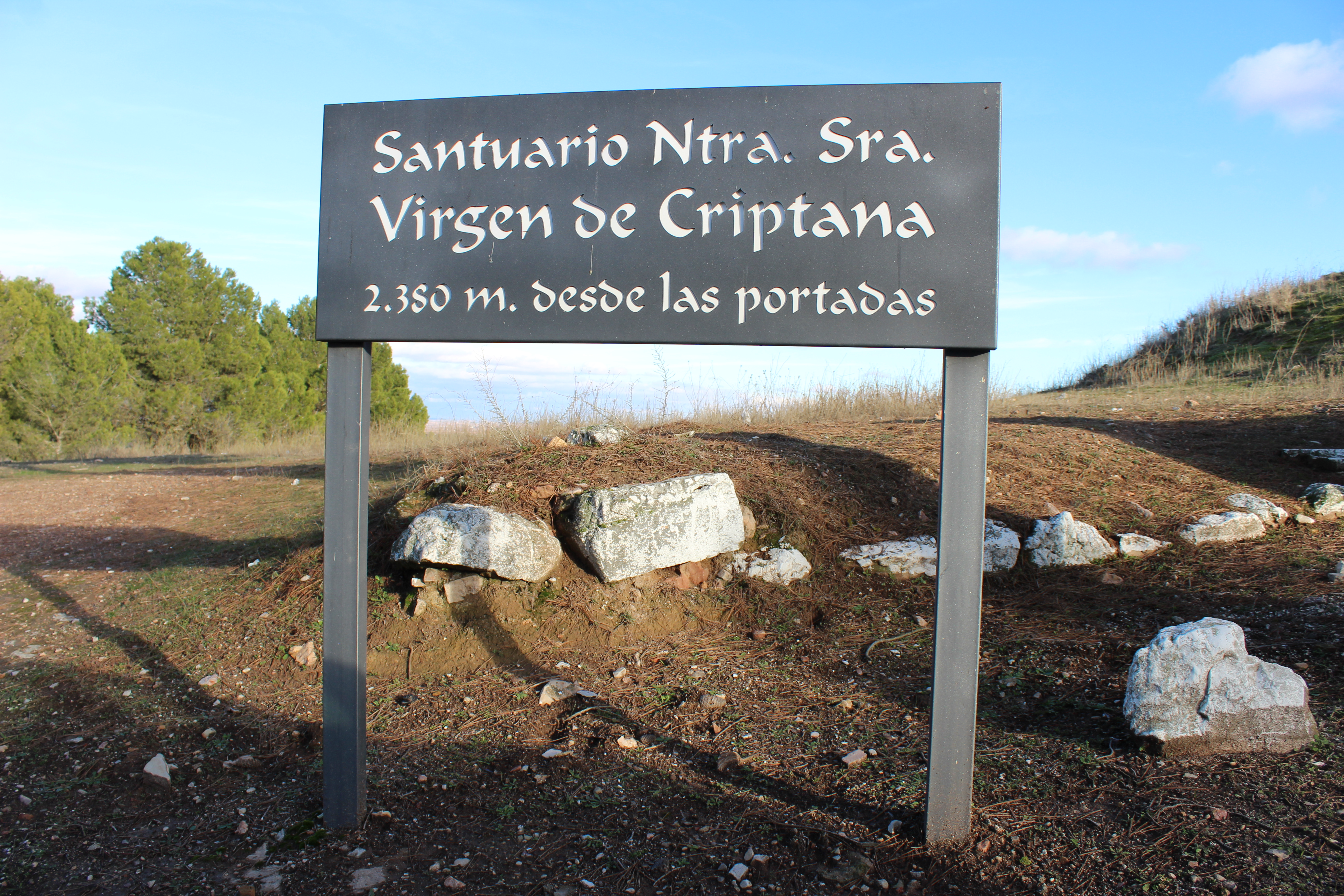
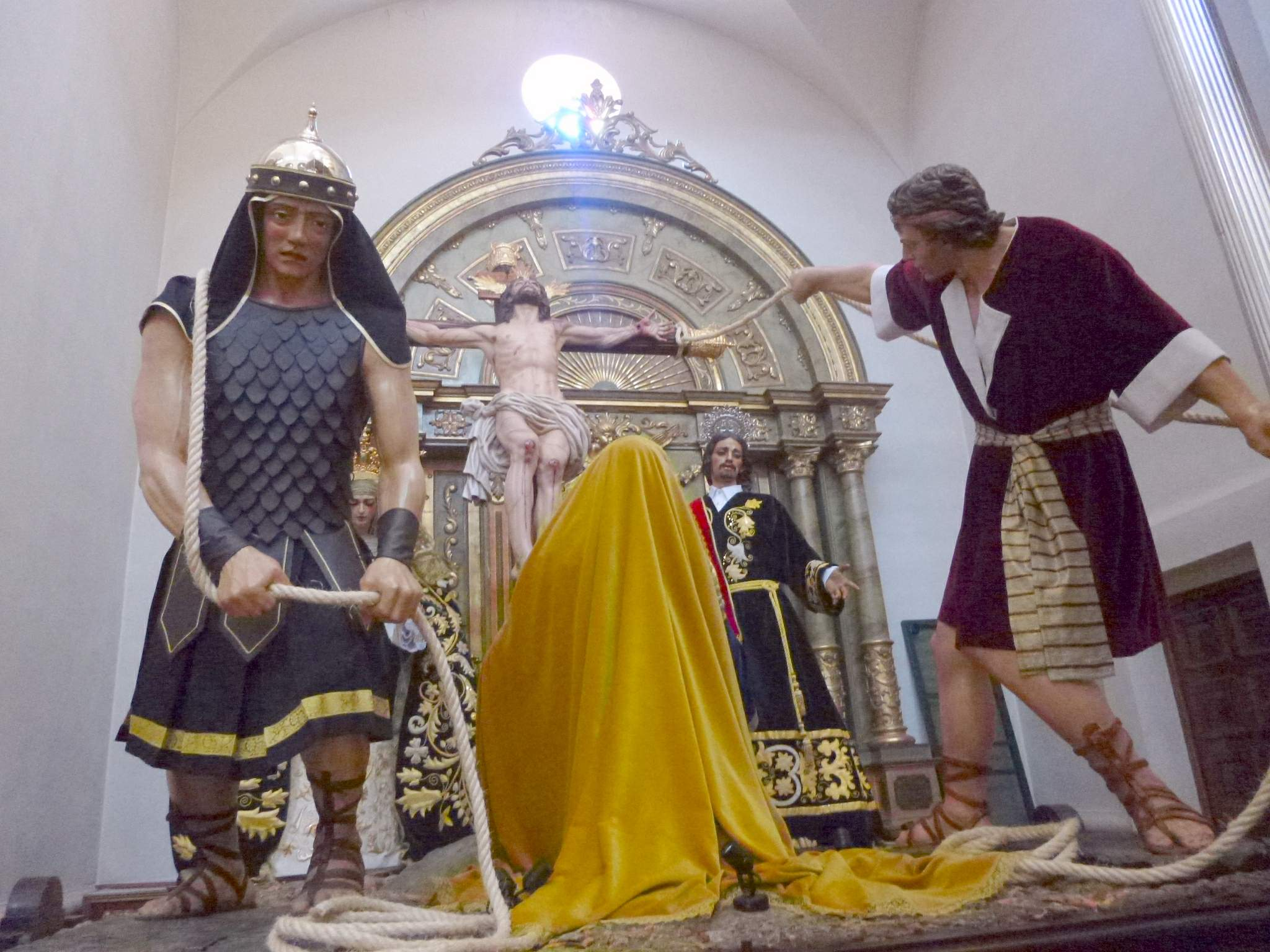
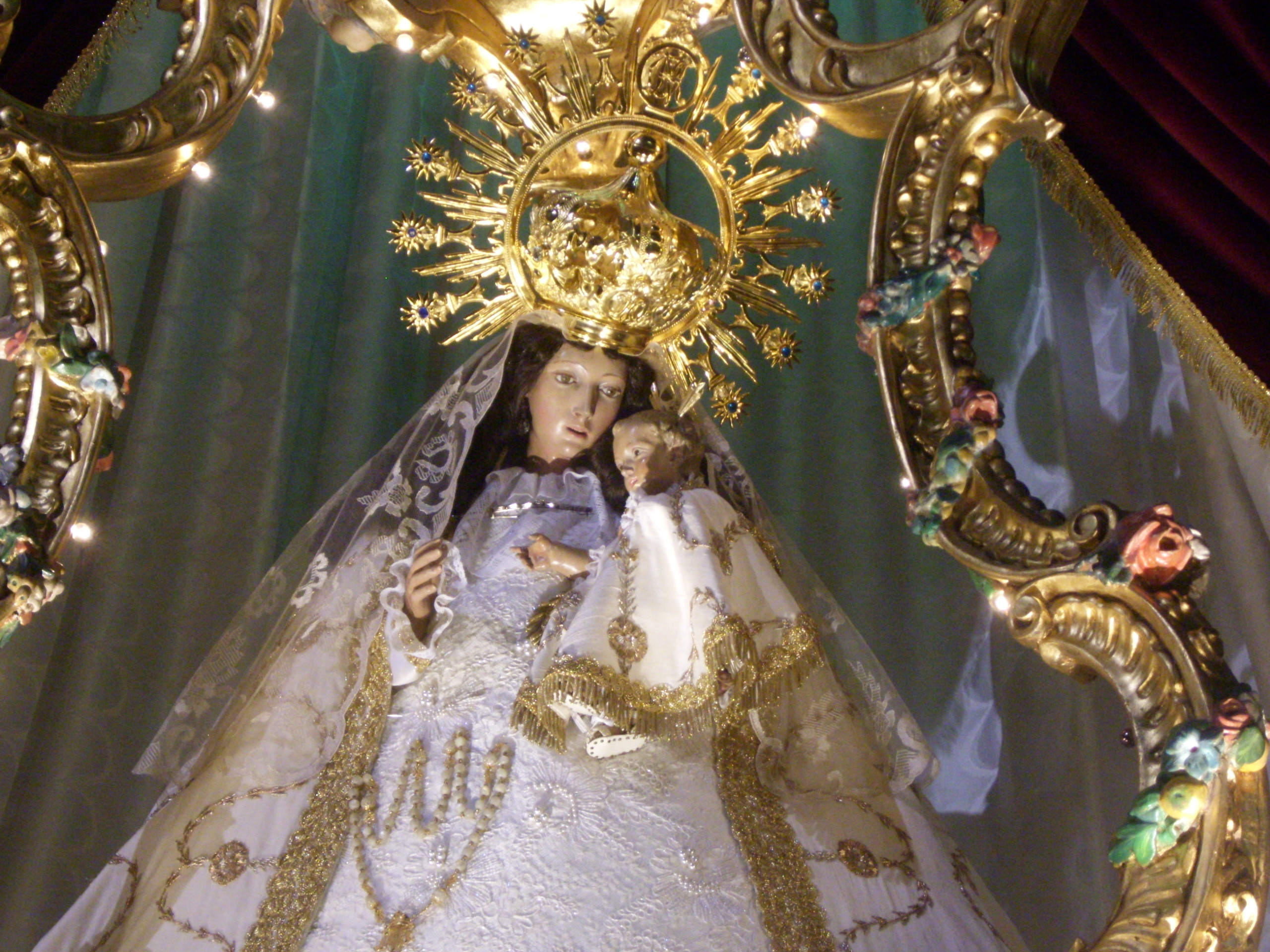